# Charo
María del Rosario Pilar Martínez Molina Baeza, née le 15 janvier 1941, à Molina de Segura, (Murcie, Espagne), plus connue sous le surnom de Charo, est une chanteuse, danseuse, humoriste, actrice et guitariste, possédant les nationalités espagnole et américaine, installée aux États-Unis. Elle commence à apprendre la musique à neuf ans, avec une formation donnée par Andrés Segovia.
Elle a joué et enregistré dans divers styles de musique pendant cinq décennies. Elle a sorti une série d’enregistrements disco dans les années 1970 avec la maison de disques Salsoul Records, notamment Dance a Little Bit Closer en 1977. En 1995, son album de flamenco Guitar Passion (sorti en 1994) remporte le prix de l’album féminin de l’année lors de la conférence internationale de musique latine Billboard, et est nommé meilleur album de musique pop latine par Billboard.
Ses représentations provocatrices et tape-à-l’œil font son personnage.

## Date de naissance
Son année de naissance reste vague, sa date de naissance officielle est le 15 janvier 1951 (bien que les documents originaux d'Espagne indiquent le 13 mars 1941), à Molina de Segura, région de Murcie, Espagne.
Charo a toujours maintenu que sa date de naissance officielle est incorrecte, en raison d'une erreur bureaucratique. En 1986, devant la justice, elle a convaincu le juge que son année de naissance est 1951. Ce changement de date de naissance a été le motif d’un conflit lorsqu'elle s'est mariée en 1966, à l’âge de quinze ans.

## Biographie
Charo a parfois affirmé qu’elle avait été inscrite dans un couvent lorsqu’elle était jeune enfant et y serait restée jusqu’à l'âge de 15 ans. Dans une autre version plus édulcorée de son enfance, la grand-mère de Charo a engagé un professeur de musique pour lui donner des leçons hebdomadaires de guitare classique et il est devenu le premier homme à entrer au couvent,.

Lorsqu’elle résidait à Murcie, elle y étudiait le Flamenco et la guitare classique. Dans une enquête réalisée par les lecteurs de la revue Guitar Player Magazine elle est nommée Meilleure guitariste de flamenco ». En raison de sa présence scénique « tape-à-l’œil », Charo a souvent été sous estimée comme guitariste. 

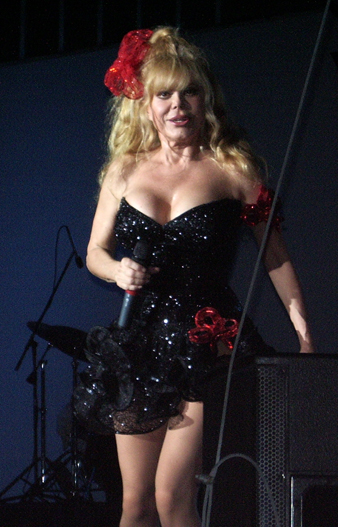
Charo en robe noire en 2004

Elle a été découverte dans sa jeunesse par le musicien Xavier Cugat, qui l’a menée à l'autel le 7 août 1966 à l'âge de 15 ans (ou 25 selon l'année de naissance) ; Cugat avait alors 66 ans, et s’était déjà marié quatre fois (Rita Montaner, Carmen Castillo, Lorraine Allen et Abbe Lane), bien que les rapports mentionnent parfois moins de mariages. Aujourd’hui, elle maintient qu’il s'agissait seulement d’un contrat commercial d’affaires. C’est le premier couple à s’être marié à l’hôtel Caesars Palace de Las Vegas.
En 1977, elle devient officiellement citoyenne des États-Unis d’Amérique en obtenant la nationalité. La même année, elle demande le divorce de Xavier Cugat, requête acceptée le 14 avril 1978.
Le 11 août 1978, elle épouse en secondes noces Kjell Rasten, producteur à South Lake Tahoe, Californie, lors d’une cérémonie civile à laquelle assistent 30 invités. Kjell Rasten devient rapidement son manager. Le couple a un enfant, Shel Rasten, qui naîtra en 1981.
Elle consacre l’année 1982 à son fils Shel Rasten (qui est le batteur du groupe de rock métal Treazen,) et décide de déménager à Hawaii, où elle se produit régulièrement au Outrigger Hôtel et dans son restaurant de l’île de Kauai.
En 2015, le couple retourne finalement s’installer à Beverly Hills.
Son mari Kjell Rasten se suicide le lundi 18 février 2019, à l’âge de 78 ans. Charo déclare publiquement : « Ces dernières années, sa santé a commencé à se détériorer et il a développé une maladie de la peau rare et horrible appelée pemphigoïde bulleuse. Il est également devenu très déprimé. Cela, et les nombreux médicaments qu’il devait prendre, c’était devenu trop pour lui, il a abrégé ses souffrances. »

## Carrière télévisuelle
Sa première apparition télévisuelle américaine est dans l’émission The Today Show. De 1965 à 1967, elle joue quatre fois au Ed Sullivan Show avec son mari, Xavier Cugat, et son orchestre. En 1968, elle commence à apparaître par segments de quelques minutes vers la fin de chaque épisode avec Dan Rowan et Dick Martin dans Laugh-In. Son manque de maîtrise de la langue anglaise lui vaut des blagues comiques de la part de ses deux comparses, se moquant de son anglais approximatif. C’est à cette époque qu’elle a commencé à utiliser le terme « cuchi-cuchi » sur la scène publique.
En 1971, elle est en tête d’affiche de concerts à Las Vegas et aurait été payée autant que Frank Sinatra, Ray Charles ou Dean Martin.
Charo commence à faire des apparitions télévisuelles comme intervenante dans l’émission The Hollywood squares de 1972 à 1978. Elle fait valoir qu’elle a le record d’apparitions dans la série The love boat. Charo apparaît aussi régulièrement dans Chico and The Man, après la mort de Freddie Prinze, et elle participe à la troisième saison de The surreal life.
En 2006, elle apparaît dans la mini-série de la chaîne de télévision VH1, I love the 70's, volume 2 (avec Little Richard et Burt Bacharach) et apparaît dans les annonces publicitaires des marques Geico, Sprint et Burger King.
En raison de sa popularité démesurée aux États-Unis, elle est la première murcienne à apparaître dans un épisode de Les Simpson, Le vieux et la clef, en chantant « My name is Charo, I shake my Maracas ».

## Discographie
- Cuchi, cuchi (1977)
- Olé, olé (1978)
- Mamacita, ¿dónde está Santa Claus? (Simgle de 1978)
- Bailando Charo (1981)
- Guitar passion (1994)
- Blame it on the Macarena (1996)
- Gusto (1997)
- Charo and guitar (2005)

Ses quatre premiers albums ont été réalisés avec les membres de Salsoul Orchestra.

## Filmographie

### Cinéma
- 1968 : Tiger by the tail
- 1979  : Airport 80 Concorde : Margarita
- 1988 : Moon over parador
- 1994 : Poucelina : Ms Toad

### Autres
- 1970 : Elvis: that's the way it is(documentaire)

## Télévision
- Le spectacle de Danny Kaye (6 octobre 1965)
- The Ed Sullivan Show (quatre épisodes ; 1965-1967)
- The Hollywood squares (intervenante de 1972 à 1978)
- The Charo show (1976) (pilote unique pour diverses séries)
- Tio and the man (Membre du casting de 1977 à 1978)
- Pee Wee’S playhouse Christmas special (invitée en 1988)
- Aguketas de color de rosa (télé novela mexicaine, apparition comme personnage secondaire plusieurs épisodes en 1995)
- That 70’s show (invitée 2000)
- The surreal life (Membre du casting en 2004)
- So notorious (épisode 5 de la première saison, en 2006)
- I love the 70’s, volume 2 (apparitions en 2006)
- Chappelle'S show (apparition en 2006)
- Las Vegas
- Viva Hollywood! (nouvelle émission de télé réalité sur VH1; 11 mai 2008)
- The Tonight Show avec Jay Leno (apparition le 17 avril 2008)
- Chelsea Lately (apparition le 24 juillet 2008)
- The Tonight Show avec Jay Leno (apparition le 18 décembre 2008)
- RuPaul's Drag Race (09 mars 2009)
- The Suite Life on Deck - Saison 2, épisode 14, « Mother of the Groom » (invitée en 2010)The
- Wendy Williams Show (épisode 363 ; diffusé le 5 octobre 2010)
- Don't Trust the B---- in Apartment 23 - saison 2, épisode 19, « Original Bitch » (invitée en 2013)
- Hell’s Kitchen (invitée le 26 mai 2015)
- Celebrity Wife Swap (diffusé le 17 juin 2015)
- Jane the Virgin, saison 2, épisode 16, « Chapter Thirty-Seven » (invitée en 2016)
- RuPaul's Drag Race (4 avril 2016)
- Danse avec les stars (participante 2017)